# Франческо III Гонзага
Франческо III Гонзага (10. март 1533 — 22. фебруар 1550) је био војвода од Мантове и маркиз од Монферата од 1540. до своје смрти. Био је најстарији син Федерика II Гонзаге, војводе од Мантове и његове жене војвоткиње Маргарите Палеолог.

## Живот
Дана 22. октобра 1549. године, оженио се надвојвоткињом Катарином Хабзбуршком, ћерком цара Светог римског царства Фердинанда I. Брак је трајао само четири месеца, пошто је војвода Франческо III умро од упале плућа 21. фебруара 1550. године, након што је пао у једно од језера Мантове током лова. Удовица војвоткиња Катарина вратила се кући у Инзбрук. Хабзбурговци су тврдили да брак није конзумиран да би се повећале Катаринине шансе за бољи други брак.